# Un bébé pour mes 40 ans
Pour plus de détails, voir Fiche technique et Distribution.
Un bébé pour mes 40 ans est un téléfilm français réalisé par Pierre Joassin, diffusé le 13 septembre 2010 sur TF1.

## Synopsis
Béatrice, golden girl quadragénaire et obsédée par son travail, prend brutalement conscience que son âge l'éloigne d'une hypothétique grossesse. Elle fait plusieurs malaises en présence d'enfants. Elle consulte alors un médecin qui lui dit que son état s'améliorera à l'arrivée d'un enfant. Elle essaye de voir auprès de ses ex, ne voulant pas aller aux "banques", ni adopter, en disant que c'est pour les femmes qui ne trouvent pas d'hommes. Toute cette stratégie s'avère être un désastre total. Mais, la rencontre de Marc, porteuse d'espoir, va tout changer…

## Fiche technique
- Réalisateur : Pierre Joassin
- Scénario : Bertrand Deveaud et Vincent Martin
- Date de diffusion : 13 septembre 2010 sur TF1
- Durée : 100 minutes.

## Distribution
- Natacha Amal : Béatrice
- Jean-Michel Tinivelli : Marc
- Emmanuelle Bach : Natacha Descombes
- Raphaël Mezrahi : Jean-Pierre Fuss
- Guy Marchand : le père de Béatrice
- Catherine Arditi : la mère de Béatrice
- Clair : Ségolène
- Nicolas Marié : le patron de Béatrice
- Karin Swenson : la secrétaire de Béatrice
- Sébastien Courivaud : Sébastien
- Alain Sachs : le neurologue
- Jean-Luc Lemoine : l'amant de Béatrice
- Laurent Petitguillaume : l'animateur
- Virginie Desarnauts : Julie
- Éric Soubelet : l'actionnaire